# مارك أ. لوتز
مارك أ. لوتز (بالإنجليزية: Mark A. Lutz)‏ هو اقتصادي أمريكي، ولد في 1 مارس 1941.